# پیتر گابریل
پیتر برایان گابریل (به انگلیسی: Peter Brian Gabriel) متولد ۱۳ فوریه ۱۹۵۰، آهنگساز، خواننده و موسیقی‌دان انگلیسی است.

## زندگی
در ابتدای فعالیت عضو گروه موسیقی جنسیس بود و بعد از جدا شدن از این گروه مستقلاً آثارش را عرضه کرد. وی در نیمهٔ دههٔ هشتاد با ترانهٔ «پُتک» به موفقیت خیره‌کننده‌ای دست یافت. شش سال بعد، در ۱۹۹۲ آلبوم «ما» را عرضه کرد و ده سال بعد از آن، آلبوم «برخاستن» (Up) را منتشر ساخت.
پیتر گابریل هم‌اکنون در کنار پروژه‌های موسیقایی ریز و درشت خود به ساخت آلبوم «آی/او» مشغول است. پرداختن به موسیقی ملل و توزیع موسیقی به اشکال نوین از دیگر مشغولیت‌های جدی وی است.

## آلبوم‌ها
- ۱۹۹۲ - «ما»
- ۲۰۰۲ - «برخاستن» (Up)

## موسیقی متن فیلم
- بردی - آلن پارکر
- آخرین وسوسه مسیح - مارتین اسکورسیزی